# بول هاريسون (كاتب)
بول هاريسون (بالإنجليزية: Paul Harrison)‏ هو كاتب بيئي، كتب عدد من الكتب والتقارير عن البيئة والتطور، وهو مؤسس ورئيس الحركة الوحدوية العالمية أو الحركة العالمية الموحدة بالوجود.
كان هاريسون صحفيا وكاتبا عن البيئة وتطور العالم الثالث. أحد أبرز كتبه هو «في العالم الثالث (1979)، إلى جانب» الثورة الثالثة (1993). وكتب أيضا كتابا بعنوان «اخضرار أفريقيا» في العام 1987. وكان آخر كتبه هو عناصر الوحدوية أو وحدة الوجود في 1999.
عمل في عدد من وكالات الأمم المتحدة في العالم الثالث. حاز على جائزة بيئية من الأمم المتحدة بسبب كتاباته عن البيئة. وترأس وساهم في العديد من اللجان التي لها علاقة بالبيئة والسكان والغذاء.
هاريسون من مواليد 1945 من بريطانيا ويحمل شهادات في الآداب واللغات الأوروبية وعلم الاجتماع السياسي إلى جانب شهادة في العلوم الأرضية والجغرافيا.

## وصلات خارجية
- الموقع الرسمي
- الوحدوية الطبيعية
- عناصر الوحدوية